# Флаг Онтарио
Флаг Онтарио был принят 21 мая 1965 года Законодательным Собранием провинции Онтарио. Основан на флаге Канады (1957 — 1965) с гербом Онтарио в правой половине.
До 1965 года официальным флагом Канады был канадский красный флаг. Он использовался на всех военных базах в Канаде и за рубежом, за пределами парламента и правительственных зданий, в Королевском канадском Легионе. во многих частных домах. В 1964 году, федеральное правительство, после долгих и ожесточённых дебатов, заменило красный флаг на нынешний флаг Канады. Это решение было непопулярным среди миллионов канадцев. Против были в том числе и многие жители провинции, особенно жители сельских районов.
Премьер-министр Онтарио Робартс предложил выделить для провинции собственный флаг — тот самый бывший официальный флаг страны. Многие британские колонии имели свои флаги, на которых, на синем или красном фоне, в левом верхнем углу находился Юнион Джек, справа, как правило, находился какой-либо символ колонии. На флаге Онтарио логично было бы разместить герб провинции.
Канадцы долго обсуждали вопрос национального флага; лидеры крупнейших канадских партий (Либеральной и Новой Демократической) решили поддержать проект флага провинции. Проект был принят Законодательным Собранием 17 марта.
Флаг провинции Манитоба был принят при тех же обстоятельствах.

В 2001 году опрос по дизайну флага, проведенный Североамериканской вексиллологической ассоциацией, поставил флаг провинции Онтарио на 43-е место из 72-х. Помимо канадских провинций, в рейтинге участвовали также американские штаты.

Флаг лейтенант-губернатора Онтарио
Флаг лейтенант-губернатора Онтарио (1959-1965)
Флаг Французского Онтарио

## День флага Онтарио
13 мая 2015, член парламента от центра Этобико Иван Бейкер выдвинул законопроект «День флага Онтарио». Законопроект прошёл и получил королевскую санкцию 4 июня того же года. Начиная с этого момента, 21 мая считается Днём флага провинции Онтарио.